# لی ویلکی
لی ویلکی (انگلیسی: Lee Wilkie؛ زادهٔ ۲۰ آوریل ۱۹۸۰) بازیکن فوتبال اهل بریتانیا است.
از باشگاه‌هایی که در آن بازی کرده‌است می‌توان به باشگاه فوتبال داندی یونایتد، باشگاه فوتبال داندی، باشگاه فوتبال نوتس کانتی، باشگاه فوتبال فالکیرک، و باشگاه فوتبال پلیموث آرگیل اشاره کرد.